# Macruronus magellanicus
Macruronus magellanicus — вид тріскоподібних риб родини Хекові (Merlucciidae).

## Поширення
Риба поширена на південному заході  Атлантики біля берегів  Аргентини та на сході  Тихого океану у районі Чилі.

## Опис
Риба може досягає завдовжки до 115 см та важити близько 5 кг. Спинний плавець має одну колючку та 100–113 м'яких променів. Анальний плавець має 75-90 м'яких променів. Спинна частина тіла має пурпурово-блакитне забарвлення, черево сріблясте з блакитним відтінком.

## Спосіб життя
Це морський, бентопелагічний, глибоководний вид. Зустрічається у субтропічних водах на глибині 30-500 м. Мешкає на кам'янистому дні на континентальному шельфі. Живиться, в основному, рибою (оселедець, анчоуси, міктофові), також полює на мізиди, головоногих, криль і амфіпод
.